# Phạm Văn Xảo
Phạm Văn Xảo (chữ Hán: 范文巧, ? – 1430 hoặc 1431) là công thần khai quốc nhà Lê sơ, người ở miền Kinh lộ. Sử sách không nói rõ về gia thế xuất thân của Phạm Văn Xảo.

## Tham gia khởi nghĩa Lam Sơn
Phạm Văn Xảo là người có nhiều mưu trí, theo giúp Lê Lợi tham gia khởi nghĩa Lam Sơn, được phong chức Khu mật đại sứ.
Sử sách không ghi rõ ông tham gia khởi nghĩa Lam Sơn năm nào nhưng mãi tới năm 1426 ông mới xuất hiện lần đầu tiên. Tháng 8 năm 1426, sau khi làm chủ từ Thanh Hoá đến Thuận Hoá, Lê Lợi chia quân cho các tướng làm 3 cánh bắc tiến. Phạm Văn Xảo, Đỗ Bí, Trịnh Khả, Lê Triện ra phía Tây bắc, Lưu Nhân Chú, Bùi Bị ra phía Đông bắc; Đinh Lễ, Nguyễn Xí ra đánh Đông Quan.
Tiến đến gần Đông Quan, Phạm Văn Xảo và các tướng nghe tin viện binh nhà Minh từ Vân Nam do Vương An Lão chỉ huy sắp tiến sang theo đường Hưng Hoá. Ông bèn cùng Lê Triện chia quân làm hai cánh: ông cùng Trịnh Khả tiến lên Tây bắc đánh chặn Vương An Lão, còn Lê Triện đóng đồn phía tây Ninh Giang uy hiếp Đông Quan.
Phạm Văn Xảo và Trịnh Khả tiến đến Tam Giang, lại chia quân làm thanh thế tiếp ứng cho nhau. Đô ty Vân Nam là Vương An Lão mang hơn 1 vạn quân sang đánh, đến cầu Xa Lộc thuộc Tam Giang, bị hai tướng chặn đánh phá tan tành, chém hơn 1000 quân, quân Minh bị chết đuối rất nhiều. An Lão thua trận bỏ chạy vào thành Tam Giang bấy giờ có quân Minh chiếm cứ.
Trong khi đó Đinh Lễ, Nguyễn Xí và Lý Triện cũng phá tan viện binh của Vương Thông ở Tốt Động. Lê Lợi tiến đại quân ra bắc vây hãm Đông Quan.
Năm 1427, vua Minh lại cử viện binh sang. Cánh chủ lực do Liễu Thăng sang đường Lạng Sơn, cánh kia do Mộc Thạnh lại từ Vân Nam sang. Phạm Văn Xảo và Trịnh Khả tiến lên giữ ải Lê Hoa (ải Liên Hoa châu Thủy Vỹ phủ Quy Hóa) ở nơi hiểm yếu cố thủ không cho Mộc Thanh tiến sâu. Thạnh là viên tướng lão luyện, cốt chờ thắng bại của Liễu Thăng mới quyết định hành động. Phạm Văn Xảo cũng án binh không đánh.
Sau khi chém được Liễu Thăng và tiêu diệt cánh quân chủ lực, Lê Lợi sai mang ấn tín của Thăng đến chỗ Thạnh. Thạnh sợ hãi bỏ chạy. Phạm Văn Xảo và Trịnh Khả thừa cơ tung quân ra đánh, phá địch ở Lãnh Cầu, Đan Xá, chém hơn 1 vạn quân, bắt sống hơn 1000 người ngựa, thu được rất nhiều khí giới.

## Bị xử tử
Năm 1428, Lê Lợi lên ngôi, luận công ban thưởng cho công thần. Phạm Văn Xảo được phong làm thái bảo, ban họ Lê của vua.
Tháng 5 năm 1429, vua sai khắc biển ghi tên công thần, ông được phong làm Huyện thượng hầu, tên xếp thứ ba sau Phạm Vấn và Lê Sát, thăng làm Thái úy. Phạm Văn Xảo trở thành đại thần được người đương thời trọng vọng. Ít lâu sau, khoảng năm 1430-1431 có người tố cáo ông ngầm mưu phản, Lê Thái Tổ sai người bắt giết ông và tịch thu gia sản.
Các nhà sử học đời sau cho rằng Phạm Văn Xảo là công thần bị chết oan.
Bộ chính sử nhà Lê sơ soạn là Đại Việt sử ký toàn thư không chép sự kiện Phạm Văn Xảo bị giết. Theo sách Đại Việt thông sử của Lê Quý Đôn thời Lê trung hưng, truyện Phạm Văn Xảo, "vua Thái Tổ tuổi già, lắm bệnh, sợ ngày sau chúa nhỏ (thái tử Nguyên Long mới lên 8) cầm quyền, các đại thần như ông và Trần Nguyên Hãn "sẽ có chí khác". Vì vậy, bề ngoài Lê Lợi "tỏ ra trọng vọng nhưng bên trong vẫn nghi ngờ. Bọn gian thần Trình Hoàng Bá, Lê Quốc Khí, Đinh Bang Bản, Nguyễn Tông Chí, Lê Đức Dư đón biết ý vua tranh nhau dâng mật sớ khuyên vua sớm trừ đi". Sách Khâm định Việt sử thông giám cương mục của nhà Nguyễn nêu tương tự như vậy.
Đề thi văn sách do vua Lê Thái Tông ban hành trong khoa thi Hội năm 1442 – khoa thi Hội đầu tiên của hoàng triều Lê – có mô tả Phạm Văn Xảo chống lại Lê Thái Tổ: "Đức Thái tổ Cao hoàng đế ta lấy được thiên hạ, nhiều phen xuống chiếu cầu hiền mà không có một ai trúng tuyển, trong khi ấy thì bọn Hãn, bọn Xảo ngầm nuôi mưu gian". Người đỗ đầu khoa thi này là Nguyễn Trực. Bài thi của Nguyễn Trực có đoạn viết về Trần Nguyên Hãn:
"Bọn Hãn, bọn Xảo ngầm nuôi mưu gian ghen ghét hiền tài, cất nhắc bè lũ. Bản thân chúng đã chả ra gì, thì làm sao tiến cử được nhân tài! Xem thế, dẫu Thái tổ Cao hoàng đế có nguyện vọng cầu hiền, nhưng bị bọn Hãn, Xảo che lấp hiền tài, nên không tìm được. Người xưa có câu: Ai tiến cử nhân tài, sẽ được ban thưởng mức cao nhất. Kẻ nào che lấp tài năng, phải bị trị tội nặng. Vì thế, bọn Hãn, Xảo đã không thoát khỏi sự trừng phạt của Thái tổ Cao hoàng đế. Bọn chúng cũng là lũ Tứ hung đời Ngu, lại Tam giám đời Chu đó! Nhưng dù có bọn tiểu nhân như chúng, vẫn không thể làm hỏng được công cuộc trị nước bấy giờ."
Chi tiết này hé lộ rằng 9 năm sau khi Lê Thái Tổ mất (1433), triều đình Lê vẫn coi Phạm Văn Xảo là tội thần.
Sách Đại Việt thông sử của Lê Quý Đôn, quyển 2 (Thái Tổ hạ) cho rằng Phạm Văn Xảo đã thông đồng với tù trưởng địa phương Đèo Cát Hãn chống lại Lê Thái Tổ; khi chép sự kiện giết Phạm Văn Xảo đầu năm 1431, Đại Việt thông sử không nêu rõ lý do; nhưng sau đó khi Lê Thái Tổ thân chinh đi đánh Đèo Cát Hãn cuối năm có đề cập nội dung "Đèo Cát Hãn... thông đồng với Phạm Văn Xảo"; khi đánh xong Đèo Cát Hãn năm 1432, Lê Lợi ra chiếu buộc tội Phạm Văn Xảo câu kết với Cát Hãn "Năm nay Cát Hãn nổi loạn lại do âm mưu của Thượng Xảo". Tuy nhiên có ý kiến của sử gia ở thế kỷ 21 xem việc buộc tội ông câu kết họ Đèo là vu khống.
Sách Khâm định Việt sử thông giám cương mục chép vụ việc Đèo Cát Hãn làm phản, bị đánh dẹp và việc giết Phạm Văn Xảo là 2 việc riêng rẽ, không liên quan tới nhau.
Một số nhà nghiên cứu còn phỏng đoán rằng, nguyên nhân sâu xa dẫn tới cái chết của ông là cuộc tranh chấp ngôi thái tử trong triều. Ông và Trần Nguyên Hãn ủng hộ con trưởng Lê Tư Tề đã trưởng thành và từng tham gia khởi nghĩa Lam Sơn, trong khi đó các công thần thân tín của Lê Lợi do Lê Sát cầm đầu lại muốn lập con thứ Nguyên Long. Cuộc tranh chấp đó dẫn đến sự vu cáo hai người. Suy đoán này không được chính sử ghi nhận.
Khi các "mối lo mai sau" của vua Lê như ông và Trần Nguyên Hãn trừ được rồi, vua Lê "hối hận, thương hai người bị oan" (Đại Việt thông sử, truyện Phạm Văn Xảo), hạ lệnh cho những kẻ tố cáo ông về sau không được tố cáo ai nữa và dù có tài cũng không được dùng nữa. Khi Lê Thái Tông (Nguyên Long) lên ngôi, phụ chính Lê Sát định dùng lại bọn gian thần đó nhưng bị các quan trong triều phản đối đành phải thôi.
Năm 1451, Lê Nhân Tông ra lệnh đại xá, trả lại điền sản cho con cháu Phạm Văn Xảo. Năm 1484, Lê Thánh Tông truy phong ông là Thái bảo, Thắng quận công.